# Anna Kościałkowska
Anna Wiktoria Ludwika Kościałkowska z domu Krysińska, ps. „Ina”, (ur. 5 kwietnia 1888 w Warszawie, zm. 8 sierpnia 1964 tamże) – działaczka niepodległościowa, artystka malarka, pedagog szkół warszawskich. Kierowniczka szkoły powszechnej nr 64 na Marymoncie, przy ul. Felińskiego.

## Życiorys
Córka Ksawerego Jana Franciszka Krysińskiego i Natalii Emilii Krysińskiej oraz siostrą Jana, Eugenii, Alfonsa, Jadwigi i Stefanii. Od 1915 żona późniejszego premiera, Mariana Zyndrama-Kościałkowskiego. Miała z nim dwóch synów: Jerzego (1916–1917) i Witolda (1918–1981; który po II wojnie został znanym reżyserem teatralnym, funkcjonując pod okupacyjnym pseudonimem Józef Gruda; jego ojcem chrzestnym był Józef Piłsudski) oraz córkę – Marię (1922-2020), która została aktorką.
Podczas I wojny światowej działała w Polskiej Organizacji Wojskowej. 20 listopada 1932 została wybrana do zarządu głównego Związku Peowiaków.
Po 1945 mieszkała w Łodzi. Pochowana na cmentarzu Powązkowskim w Warszawie (kwatera 32-4-18).